# De dret a l'infern
De dret a l'infern (títol original: Straight to Hell) és una pel·lícula independent de comèdia i acció de 1987 dirigida per Alex Cox i protagonitzada per Sy Richardson, Joe Strummer (líder de The Clash), Dick Rude i Courtney Love. La pel·lícula també compta amb cameos de Dennis Hopper, Grace Jones, Elvis Costello i Jim Jarmusch. Membres de la banda de The Pogues, Amazulu i Circle Jerks també apareixen en la pel·lícula. El títol de la pel·lícula es basa en la cançó de The Clash de 1982 del mateix nom. Ha estat doblada al català.

## Argument
La pel·lícula ha estat descrita com una paròdia dels Spaghetti western, i se centra en una banda de delinqüents que es troben encallats en el desert, on ensopeguen amb una ciutat surrealista de l'oest plena d'assassins addictes al cafè. Està basada en la pel·lícula de Spaghetti Western de Giulio Questi, If You Live, Shoot! (1967), de la qual Cox va rebre permís per adaptar-la.
De dret a l'infern va rebre algunes crítiques positives després de la seva estrena. Una banda sonora també va ser llançada. El 14 de desembre de 2010, un tall llarg de la pel·lícula, titulat Straight to Hell Returns, va ser llançat en DVD, amb material addicional i amb la qualitat d'imatge millorada digitalment. Aquesta versió de la pel·lícula, sota la col·laboració d'Alex Cox, també es va projectar a diversos cinemes com a part d'una pel·lícula de mitjanit.

## Repartiment
- Dick Rude com Willy
- Sy Richardson com Norwood
- Courtney Love com Velma
- Joe Strummer com Simms
- Miguel Sandoval com George
- Jennifer Balgobin com Fabienne
- Biff Yeager com Frank McMahon
- Shane MacGowan com Bruno McMahon
- Spider Stacy com Angel Eyes McMahon
- Terry Woods com Tom McMahon
- Xander Berkeley com Preacher McMahon
- Kathy Burke com Sabrina
- Elvis Costello com Hives the Butler
- Del Zamora com Poncho
- Edward Tudor-Pole com Rusty Zimmerman
- Dennis Hopper com a I.G. Farben
- Jim Jarmusch com a Amos Dade
- Grace Jones com Sonya
- Graham Fletcher-Cook com Whitey
- Zander Schloss com Karl
- Fox Harris com Kim Blousson
- Sue Kiel com Leticia

## Producció
La pel·lícula originalment no estava destinada en absolut a ser realitzada, i La preponderància dels músics en l'elenc va ser el resultat d'una gira de concerts de Nicaragua que va ser planejada en primer lloc. Van sorgir problemes polítics relatius a l'ajuda del govern esquerrà de Nicaragua, i la gira va ser cancel·lada. En el seu lloc, Cox va decidir fer una pel·lícula a Almeria, amb les bandes i diversos actors. Un dels llocs més identificables és el Gran Hotel Almeria. Cox i el coprotagonista Dick Rude van escriure el guió en tres dies, i la pel·lícula sencera va ser rodada en tan sols quatre setmanes. Cox va escriure la part de Velma específicament per Courtney Love, que havia protagonitzat un paper secundari en la seva anterior pel·lícula, Sid and Nancy (1986).
Alex Cox va rebutjar l'oportunitat de dirigir Els Tres Amigos! amb la finalitat de rodar Straight to Hell.